# 瓯绣
瓯绣，浙江温州的地方传统艺术，中国十大名绣之一，由中国传统刺绣发展而来。瓯绣始于一千多年前的唐代锦衣。兴盛于明清时期，当时多用于庙宇中的刺绣花纹。

## 工艺
毛竹刮去青皮，通过分层开片，煮熟抽丝，编织成竹帘，然后用颜料或彩线在上面制成花鸟、山水、人物等作品，所以也称作“画帘”。

## 历史
- 清咸丰三年(1853年)，温州开始设有专业绣铺。
- 民国五年1916年，温州设立刺绣局，温州城区府前街、五马街、打锣 桥等处，均设有刺绣社。早期工艺美术家蔡墨笑、金静芝的刺绣作品，曾在巴拿马、加拿大和美国展出。
- 1922年，温州刺绣艺人林森友改进瓯绣生产，此后瓯绣成为供欣赏的艺术品。
- 中华人民共和国建立后，1949年温州城区成立温州市刺绣社 ，广罗人才，扩大生产，具一定规模。
- 1957年，名画家苏昧朔先生开始为瓯绣设计人物绣像。
- 1960年，温州承接国家级礼品任务，专制精品，瓯绣成为高层次的艺术品。
- 中国文化大革命期间，瓯绣开始日趋衰落。
- 1979年，温州匝绣厂职工用彩色丝线100多种，针法20多种，绣成高1米、宽4米巨幅绣品《红楼梦·十二金钗图》，造型生动，堪称瓯绣代表作。在香港展出时，观众踊跃。魏敬先的《白石 老人》素描绣，获中国工艺美术百花奖、优秀创作奖。人像发绣《孙中山》、《张大千》、《英国女王伊丽莎白二世》，参加在台湾举办的千年中国文物展。
- 1980年高级工艺师张国民设计的《锦羽迎春》等被北京人民大会堂收藏，陈列于浙江厅。
- 2001年瓯绣被浙江省列为重点保护艺种。